# فرودگاه بورگو ولی
فرودگاه بورگو ولی (به انگلیسی: Borrego Valley Airport) یک فرودگاه همگانی بهره‌برداری هوایی با کد یاتا BXS است که یک باند فرود آسفالت دارد و طول باند آن ۱۵۲۷ متر است. این فرودگاه در کشور ایالات متحده آمریکا قرار دارد و در ارتفاع ۱۵۸ متری از سطح دریا واقع شده‌است.